# 大河内浩
大河内 浩（おおこうち ひろし、1956年〈昭和31年〉5月11日 - ）は、日本の俳優。

## 略歴
兵庫県神戸市垂水区出身。プロダクション人力舎所属。
1980年、ドラマ『必殺仕事人』の出前持ち役で役者デビュー。
88年頃から舞台「電波とラヂオ」、「遊園地再生」、「オルガ」などに出演。その後、多くのドラマ・映画・舞台で活動。映画『将軍 SHOGUN』、『あげまん』、『12人の優しい日本人』、『メゾン・ド・ヒミコ』、『フラガール』、『薔薇色のブー子』、ドラマ『デカワンコ』、『ウチの夫は仕事ができない』、『水戸黄門』、『ナースのお仕事』、NHKでは、大河ドラマ『葵徳川三代』、『功名が辻』、『花燃ゆ』ほか、連続テレビ小説『エール』ほかに出演。
旧芸名は滝山英吾 で、1980年から1982年までの活動の場とした東映京都及び松竹京都撮影所での作品に出演した時にのみ使用した。1983年以降は本名で通している。

## 出演

### テレビドラマ

#### NHK
- トーキョー国盗り物語（1993年）
- 十時半睡事件帖（1994年） - 古田八太夫 役
- 連続テレビ小説
  - かりん（1994年）
  - 天うらら（1998年）
  - エール (テレビドラマ)（2020年） - 牛島ゆたか 役
- 宝引の辰捕者帳（1995年）
- 拝啓自治会長殿（1995年）
- 秋の選択（1996年）
- 大河ドラマ
  - 徳川慶喜（1998年） - 戸田忠敬 役
  - 葵 徳川三代（2000年） - 金地院崇伝 役
  - 功名が辻 （2006年） - 石川数正 役
  - 花燃ゆ（2015年） - 金太郎 役
  - いだてん〜東京オリムピック噺〜 （2019年） - 福永健司 役
- 精霊流し（2002年）
- 女将になります!（2003年） - 徳永課長 役
- 次郎長背負い富士（2006年） - 黒駒勝蔵 役
- 陽炎の辻〜居眠り磐音 江戸双紙〜（2007年） - 西国屋次太夫 役
- わたしが子どもだったころ（2009年）
- 鉄の骨（2010年） - 永山徹夫 役
- ハードナッツ! 〜数学girlの恋する事件簿〜（2013年） - 権堂篤法 役
- お父さんは高校生（2014年） - 和田先生 役
- 受験のシンデレラ（2016年）
- スリル!〜赤の章・黒の章〜（2017年） - 山岸源治郎 役
- 立花登青春手控え2（2017年） - 鍵役同心・小渕忠右衛門 役
- 伝七捕物帳（2017年） - 北岡半佐衛門 役
- おしい刑事（2019年） - 久松豊 役
- 大富豪同心（2019年） - 金右衛門 役
- ミス・ジコチョー〜天才・天ノ教授の調査ファイル〜（2019年） - 松永浩二 役
- 剣樹抄〜光圀公と俺〜 第1話（2021年11月5日、NHK BSプレミアム） - 徳川頼宣 役
- 正直不動産 第3話（2022年4月19日）- 高田義明 役
- 拾われた男 LOST MAN FOUND 第3話（2022年7月、NHK BS プレミアム） ‐ ベテラン俳優（刑務官）
- 空白を満たしなさい 第3話（2022年7月）  - 古ヶ崎前財務大臣 役
- 天使の耳〜交通警察の夜（2023年3月20日、NHK BS4K / 6月10日、NHK BSプレミアム / 2024年4月2日・9日、NHK総合） ‐ 警察署長 役[4][5]

#### 日本テレビ
- 夕陽よ止まれ（1983年）
- ニッポン・TV大学〜ハイブリッドチャイルド（1987年）
- SET隊のあっ!（1989年）
- 刑事貴族2
  - 第4話（1991年）
  - 第37話「バス、トイレ、死体付き」（1992年） - 不動産屋・富田（トミちゃん） 役
- 悪女（1992年）
- ドラマシティ93〜東京カードウォーズ（1993年）
  - ドラマシティ93〜夢の島ウォーズ（1993年）
- 俺のベイビー!
- 彼女の嫌いな彼女（1993年）
- もうひとつのJリーグ（1993年）
- 平成六年大不幸
- そのうち結婚する君へ（1994年）
- 追憶の結婚（1994年）
- 西遊記（1994年）
- 静かなるドンリターン（1995年）
- 震える目
- 金田一少年の事件簿（1995年） - 氷室一聖（水沼正三） 役
- オンリー・ユー〜愛されて〜（1996年）
- 東京天使
- グッドラック（1996年）
- 八月のラブソング（1996年）
- サイコメトラーEIJI（1997年）
- D×D（1997年）
- ハルモニア この愛の涯て（1998年）
- P.A.（1998年）
- ロマンス（1999年）
- 東京抜け道ガール（2002年）
- 新・夜逃げ屋本舗（2003年） - 須藤孝夫 役
- 光とともに…（2004年）
- クリスマスなんて大嫌い
- ギャルサー（2006年）
- 恋のから騒ぎ
- 恍惚の人（2006年）
- 演歌の女王（2007年）
- おせん（2008年）
- ヤスコとケンジ（2008年）
- OLにっぽん（2008年） - 原田部長 役
- MW-ムウ- 第0章 〜悪魔のゲーム〜（2009年） - 荒木重和 役
- 曲げられない女（2010年）
- 松本清張ドラマスペシャル・書道教授
- Mother（2010年） - 内村警察官 役
- 黄金の豚-会計検査庁 特別調査課-（2010年） - 坂之上副村長 役
- 美咲ナンバーワン!!（2011年）
- デカワンコ（2011年）
- ドン★キホーテ（2011年） - 神山竜 役
- ダーティ・ママ!（2012年） - 斉藤弁護士 役
- クレオパトラな女たち（2012年） - 河原一郎 役
- お助け屋☆陣八（2013年） - 成瀬誠 役
- 裁判長っ!おなか空きました!（2013年） - 変なおじさん
- 戦力外捜査官（2014年） - 赤瀬源一 役
- 花咲舞が黙ってない（2014年） - 園田充明 役
- 平成舞祭組男（2014年） - 高見沢鉄男 役
- きょうは会社休みます。（2014年） - 大磯徳太郎 役
- ○○妻（2015年）
- 臨床犯罪学者 火村英生の推理（2016年） - 是枝医師 役
- 家売るオンナ（2016年） - 竹野内幸一 役
- THE LAST COP/ラストコップ（2016年） - 増田光則 役
- スーパーサラリーマン左江内氏 （2017年）　-　ありさの事務所社長
- ウチの夫は仕事ができない（2017年） - 関根部長 役
- 奥様は、取り扱い注意（2017年）　- 三好町内会長 役
- 獣になれない私たち（2018年） - 根元亮一 役
- 3年A組-今から皆さんは、人質です-（2019年） - 兵頭新の父 役
- 同期のサクラ（2019年） - 月村誠 役
- 知らなくていいコト（2020年） - 菅井
- ボイスⅡ110緊急指令室（2021年）  - 小野田則親 役
- 逃亡医F（2022年） - 竹本料理長 役
- 悪女（わる）働くのがカッコ悪いなんて誰が言った?（2022年） - 阿藤陸 役
- ファーストペンギン!（2022年） - 安堂孝史 役
- 祈りのカルテ（2022年） - 暴力団幹部 役
- Dr.チョコレート（2023年） - 岩城努 役
- テレビ報道記者〜ニュースをつないだ女たち〜（2024年） - 警視総監　役
- マル秘の密子さん（2024年） - 小宮山 役
- 相続探偵 第4話・第5話（2025年2月15日・22日） - 百万遍紘一 役[6]
- ホットスポット 第9話（2025年3月9日、日本テレビ） - 古屋元 役
- 火曜サスペンス劇場
  - 警部補 佃次郎　（1996年〜2005年）
    - 第1作　「幻の男」(1996年6月4日)小沢警部補役　
    - 第2作　「黒髪の焦点」(1996年11月12日)前沢警部補役　　第21作まで同役
    - 第3作　「艷やかな声」(1997年5月27日)
    - 第4作　「仮説の行方」(1997年12月16日)
    - 第5作　「あかね雲」(1998年4月21日)
    - 第6作　「小壜に詰めた死」(1998年8月11日)
    - 第7作　「ここだけの話」(1999年3月9日)
    - 第8作　「女達の事情」(1999年7月27日)
    - 第9作　「妻達の真実」(1999年11月16日)
    - 第10作「つぐない」(2000年5月30日)
    - 第11作「かるはずみな言葉」(2000年10月31日)
    - 第12作「死にいそぐ女」(2001年5月1日)
    - 第13作「孤独のゆくえ」(2001年7月31日)
    - 第14作「永遠の謎」(2002年3月12日)
    - 第15作「結婚しない女」(2002年7月2日)
    - 第16作「女の賭け」(2002年11月12日)
    - 第17作「妻の立場」(2003年7月15日)
    - 第18作「母のこころ」(2003年10月7日)
    - 第19作「妻の秘密」(2004年4月13日)
    - 第20作「望郷」(2005年1月18日)
    - 第21作「妻の初恋」(2005年9月6日)

- - 軽井沢ミステリー4（2003年） - 柏木刑事 役

#### TBSテレビ
- 大岡越前（1982年）
- 十津川警部シリーズ 西鹿児島殺人事件（1992年）
- いつか好きだといって
- HOTEL（1994年）
- オトコの居場所（1994年） - 酒井浩一郎 役
- 天才シェフのやむなき事情
- セプテンバーLOVE
- ひと夏のラブレター（1995年） レギュラー
- 夜光の階段（1995年）
- 京都埋蔵金伝説殺人事件（1996年）
- 金のたまご（1997年）
- 冠婚葬祭殺人事件
- さしすせそ!?（1997年）
- 職員室（1997年）
- ラブ・アゲイン（1998年） - 上岡信彦 役
- Y氏の隣人
- ケイゾク（1999年） - 太田浩二 役
- 24時間だけのウソ
- 流れ星お銀 事件解決いたします2（2001年）
- 私だってキレルわよ!
- ハンドク!!!（2001年）
- 人情質屋の事件台帳2
- あなたの人生お運びします（2003年）
- ケータイ刑事 銭形舞（BSi）
- 龍神町龍神十三番地
- ゴミは殺しを知っている
- ねじれた絆（2004年）
- こちら本池上署（2004年） - 有川正男 役
- ドールハウス（2004年）
- ウルトラマンネクサス（2004年） - 根来甚蔵 役
- ネタ元
- 幸せになりたい!（2005年）
- ママはバレリーナ（2005年） - 立花剛志 役
- 佐々木夫妻の仁義なき戦い（2008年）
- 温泉へGo!（2008年） - 林祐司 役
- ハンチョウ〜神南署安積班〜（2009年） - 佐久間徹 役
- 官僚たちの夏（2009年）
- 水戸黄門
  - 第30部 第4話「殿を殴った指南役 -松島-」（2002年1月28日） - 沼野重造 役
  - 第31部 第5話「やんちゃ姫の大冒険 -浜松-」（2002年11月11日） - 吉川仙之助 役
  - 第32部 第3話「おらが蕎麦は日本一 -小諸-」（2003年8月11日） - 万兵衛 役
  - 第33部 第1話、第6話、第15話（2004年） - 市兵衛 役
  - 第34部 第15話「姑から逃げた嫁の秘密 -新庄-」（2005年5月2日） - 向井田掃部 役
  - 第35部 第10話「格さん切ない柳川慕情 -柳川-」（2005年12月12日） - 黒木屋久兵衛 役
  - 第36部
    - 第2話「母子逢わせた達磨さま -高崎-」（2006年7月31日） - 唐木屋鹿兵衛 役
    - 第19話「浪花娘情けの恩返し -高野山-」（2006年12月11日） - 中田藍物 役

  - 第37部 第15話「三下り半は御免蒙る -宮古-」（2007年7月16日） - 田島屋七兵衛 役
  - 第38部 第15話「気弱亭主と気丈女房 -飯田-」（2008年4月28日） - 額田三左衛門 役
  - 第43部 第12話「忠義に揺らぐ親子の絆 -亀山-」（2011年10月10日） - 塚田左内 役
- ランナウェイ〜愛する君のために（2011年） - 荒井刑務官 役
- 家族八景 Nanase,Telepathy Girl's Ballad（2012年） - 高木輝夫 役
- ATARU（2012年）
- あぽやん〜走る国際空港（2013年） - 森尾幸造 役
- 天魔さんがゆく（2013年） - 倉田
- S -最後の警官-（2014年） - 廣田春貴 役
- SAKURA〜事件を聞く女〜（2014年） - 金森幸生 役
- 下町ロケット（2015年） - 大泉部長 役
- 神の舌を持つ男（2016年） - 石原宗明（組合長） 役
- 集団左遷(2019年)　- リサーチ会社の男
- 黒蜥蜴　(2024年)　-　岩瀬庄兵衛　役
- 月曜ドラマスペシャル
  - 浅見光彦シリーズ3（1995年） - 安藤弘光 役
- 月曜ミステリー劇場
  - 陰の季節2（2001年） - 森島課長 役
  - 自治会長・糸井緋芽子社宅の事件簿2（2002年） - 工藤友彦 役
  - 第三の時効2（2003年） - 植草刑事 役
  - 税務調査官・窓際太郎の事件簿11（2004年） - 井上賢治 役
  - 浅見光彦シリーズ20（2005年） - 吉本刑事 役
- 月曜ゴールデン
  - 駅弁刑事・神保徳之助2（2008年） - 岩永靖 役
  - 税務調査官・窓際太郎の事件簿21（2010年） - 菱川三夫 役
  - 湯けむりバスツアー 桜庭さやかの事件簿4（2012年） - 川口幸三郎 役
  - こうのとりのゆりかご（2013年） - 刑事課長
  - 新 法廷荒らし 猪狩文助〜終の棲家〜」（2015年） - 香原周一郎 役
- 月曜名作劇場
  - あんみつ検事の捜査ファイル1（2016年） - 久米川裁判長 役
  - 駅弁刑事・神保徳之助11（2017年） - 菅原武弘 役
  - 警視庁機動捜査隊216（2018年）　-　千代崎誠 役

#### フジテレビ
- 教師びんびん物語II（1989年）
- いつか誰かと朝帰りッ（1990年）
- お嬢さん朝食をご一緒に!
- 上品ドライバー（1992年）
- うたう!大龍宮城（1992年）
- 妻の入院
- 青春もの（1993年）
- IF
- トラップTV
- 悪魔のKISS（1993年） - ファッションヘルス店長
- 阿部由美子の誕生日
- 陽のあたる場所（1994年）
- 警部補 古畑任三郎 『殺人特急』（1994年） - 後ろの席のヤクザ風の男
- MAESTRO
- 音効さんSP
- 上を向いて歩こう!（1994年）
- お金がない!（1994年） - 黒田部長 役
- 上品ドライバー4（1994年
- 29歳のクリスマス（1994年） - 上岡課長 役
- 美味しんぼ 第2 - 第5弾（1995年 - 1999年） - 谷村部長 役
- 三都結婚物語 大阪浪花ルージュの恋（1995年）
- お父さんのロックンロール
- 僕らに愛を
- 刑事で悪いか2
- 怪奇倶楽部 木曜の怪談（1995年） レギュラー
- 恋人よ（1995年）
- 風葬連峰（1996年）
- 春さん 夢配達人
- ワーズワースの冒険
- 奇跡の少年
- 翼をください!（1996年）
- 踊る大捜査線（1997年） - 今野局長 役
- ひとつ屋根の下
- 木曜の怪談（1997年）
- あなたには帰る家がある
- スタッフ・オンリー
- DAYS
- サンタが殺しにやってきた2
- 白衣のふたり（1998年） - 鈴石保 役
- 恋はあせらず（1998年）
- 走れ公務員!（1998年）
- 天使のお仕事（1999年）
- 救命病棟24時（1999年）
- お水の花道（1999年）
- ナオミ（1999年） - 加山雄二 役
- こいまち（1999年）
- らせん（1999年） - 笠原努 役
- 恋愛結婚の法則（1999年）
- 新米ツアコン典子の心霊スポットバスツアー
- 困った人たち
- ナースのお仕事 第3シリーズ（2000年） - 伊達政治 役
- ショカツ（2000年）
- 北半球で一番くだらない番組（2001年）
- カバチタレ!（2001年）
- ルーキー!（2001年） - 加藤刑事 役
- ウソコイ（2001年）
- お水の花道2（2001年）
- さよなら、小津先生（2001年）
- 恋するトップレディ（2002年） - 廣川康祐 役
- 真珠夫人（2002年）
- 演技者。（2002年） - 坂口九州男 役
- ダイヤモンドガール（2003年）
- 天切り松闇がたり
- ハングリーキッド（2004年）
- アンフェア（2006年） - 武田寿男 役
- 名司会者・寿鶴子 殺人スピーチ2
- ザ・ヒットパレード〜芸能界を変えた男・渡辺晋物語〜（2006年）
- 介助犬ムサシ（2007年）
- はだしのゲン（2007年） - 沼田先生 役
- シバトラ（2008年） - 小杉看守 役
- 33分探偵（2008年） - 上原真一 役
- 名古屋やっとかめ探偵団（2010年） - 八神刑事 役
- 外交官・黒田康作（2011年） - 吉村進 役
- ラッキーセブン （2012年）
- 松本清張没後20年特別企画・疑惑（2012年） - 中村裁判官 役
- ビブリア古書堂の事件手帖（2013年） - 玉岡一郎 役
- モメる門には福きたる（2013年） - 犬塚智治 役
- 間違われちゃった男（2013年） - 藤原源太 役
- ハニー・トラップ（2013年）
- Dr.検事モロハシ2（2014年） - 佐川辰雄 役
- とげ 小市民 倉永晴之の逆襲（2016年） - 三池徹 役
- キャリア〜掟破りの警察署長〜（2016年） - 大橋官房長 役
- FINAL CUT（2018年） - 神野久志 役
- 結婚相手は抽選で（2018年） - 向井原官房長官 役
- ストロベリーナイト・サーガ（2019年)　- 諸矢勇治 役
- 探偵・由利麟太郎（2020年） - 牧野謙三 役
- イチケイのカラス（2021年） - 迫田敦史署長 役
- 木のストロー（2022年）‐ 萱島洋平 役
- スタンドUPスタート（2022年）- 会社幹部 役
- アンメット ある脳外科医の日記 第9話（2024年6月10日、関西テレビ・フジテレビ） - 麻生順三 役[7]
- 秘密〜THE TOP SECRET〜（2025年、関西テレビ・フジテレビ） - 警視総監 役
- Dr.アシュラ 第1話（2025年4月16日） - 東王大学教授 役[8]
- 金曜プレステージ 警部補・佐々木丈太郎1（2009年） - 田所巡査 役
- 世にも奇妙な物語
  - 春の特別編「奇数」（2000年） - 三田夏雄 役
  - SMAPの特別編「13番目の客」（2001年） - 吉川満 役
- 金曜プレミアム
  - 「浅見光彦シリーズ (フジテレビのテレビドラマ)53」（2018年） - 川根弘三 役

#### テレビ朝日
- 必殺仕事人 15弾44話「艶技 鬼面潰し」（1980年） - 若侍〈当時の芸名 滝山英吾〉[2]
- 額田女王
- 長七郎天下ご免!
- ネオドラマ 蛍のハネムーン（1992年）
- ネオドラマ 上を向いて歩こう
- 車がほしい（1993年）
- ネオドラマ「時計仕掛け」
- 青春オフサイド
- スーパー戦隊シリーズ
  - 忍者戦隊カクレンジャー（1994年） - 毛羽毛院長、ケウケゲンの声 役
  - 超力戦隊オーレンジャー（1995年） - バラペテン 役
- 彼と彼女の事情（1994年） - レギュラー
- SALE!（1995年）
- オトナにして
- 外科医柊又三郎（1995年）
- エリアコードドラマ 「留萌交番日記」（1995年、北海道テレビ放送）
- 快刀！夢一座七変化 (1996年)
- ボディガード（1997年）
- 研修医ナナコ
- 金さんVS女ねずみ（1998年）
- はみだし刑事情熱系 第3シリーズ（1998年） - 安岡昇 役
- 女教師（1998年）
- 少年サスペンス 加藤俵太
- 燃えよ剣 - 西郷隆盛 役
- 科捜研の女
  - season1 第3話（1999年） - 海野医師 役
  - season13 第13話（2014年） - 竹本勇 役
  - season15 第11話（2016年） - 愛川維新 役
  - season19 第23・24話（2019年） - 森迫宏成 役
- 痛快!三匹のご隠居（1999年） - 今井宗春 役
- 渋谷系女子プロレス (2001年) - 興行師役
- TRICK 2（2002年） - 中野
- OL銭道（2003年） - 大田川風雲 役
- 銭形平次（2004年）
- 八丁堀の七人（2005年） - 已之吉 役
- 富豪刑事（2005年） - 輪島浩平 役
- 刑事部屋〜六本木おかしな捜査班〜（2005年）
- 着信アリ（2005年） - 小田桐隆 役
- おみやさん（2006年） - 東田秀則 役
- だめんず・うぉ〜か〜（2006年）
- アンナさんのおまめ（2006年）
- 相棒
  - season6 第4話「TAXI」（2007年11月14日） - 丸田和之 役
  - season19 第8話「一夜の夢」（2020年12月2日） - 小早川泰造 役
- ロト6で3億2千万円当てた男（2008年）
- 臨場（2009年） - 神田勝 役
- 必殺仕事人2009（2009年） - 出羽屋藤右衛門 役
- さよならが言えなくて（2009年） - 秋野忠則 役
- 853〜刑事・加茂伸之介（2010年） - 剱持誠 役
- 秘密（2010年）
- ホンボシ〜心理特捜事件簿〜（2011年） - 福井義人 役
- 都市伝説の女（2012年） - 吉田和義 役
- ドクターX〜外科医・大門未知子〜（2013年） - 五味一郎 役
- TEAM -警視庁特別犯罪捜査本部- （2014年） - 河合正宗 役
- 出入禁止の女〜事件記者クロガネ〜 （2015年） - 浜嶋亮輔 役
- 警視庁捜査一課9係（2015年） - 安西芳夫 役
- 刑事7人（2015年） - 大沼和樹 役
- サムライせんせい（2015年） - 春日井宗男 役
- 遺留捜査（2017年） - 南部修一 役
- 重要参考人探偵（2017年） - 牛込弘 役
- 警視庁・捜査一課長（2018年） - 持田粕男 役
- リーガルV〜元弁護士・小鳥遊翔子〜（2018年） - 榎本肇 役
- 七人の秘書（2020年） - 佐山保生 役
- ずんずん!（2021年） - 鬼頭敬三 役
- 和田家の男たち（2021年） - 棚田宏 役
- 土曜ワイド劇場
  - 江戸川乱歩の美女シリーズ
    - からくり人形の美女（1992年）- 小川正一 役
    - みだらな喪服の美女（1994年）- 住田与一 役

  - 探偵・神津恭介の殺人推理 第11作「密室から消えた美女」（1992年） - 桑畑次郎 役
  - 事件
    - 第2作（1994年6月11日） - 深田三郎 役
    - 第12作（2006年4月29日） - 大沼寛二 役

  - 死体を置いていかないで（1996年2月3日） - 祖父江武 役
  - 捜査回避 (1998年)　- 阿久津旬 役
  - 混浴露天風呂連続殺人
    - 第19作（1999年12月18日） - 松田修一 役
    - 第26作（2007年1月20日） - 関根警部 役

  - 天才・神津恭介の殺人推理2（2002年） - 大田俊太郎 役
  - 隠蔽捜査2〜果断〜（2008年） - 矢野洋一 役
  - 炎の警備隊長・五十嵐杜夫7（2008年） - 岩寺博 役
  - 刑事殺し 完結編（2009年） - 三沢史朗 役
  - 棘の街（2011年） - 嶋本刑事 役
  - アナザーフェイス 刑事総務課・大友鉄（2012年） - 杵淵刑事 役
  - デパート仕掛け人!天王寺珠美の殺人推理7（2014年） - 内村刑事 役
  - 100の資格を持つ女10〜ふたりのバツイチ殺人捜査〜（2015年） - 近藤康雄 役
  - 司法教官・穂高美子5（2016年） - 森山健次郎 役
- 日曜プライム
  - 探偵物語（2018年） - 平本茂 役
  - 微笑む人（2020年） - 裁判長
  - ドクター彦次郎5（2020年） - 斎藤昭二 役
- 家政夫のミタゾノ 第5シリーズ（2022年） - 林田壮一 役 [9]
- NICE FLIGHT!（2022年） - 五十嵐太一 役
- ハマる男に蹴りたい女（2023年） - 加藤忠正 役
- ノッキンオン・ロックドドア（2023年） - 南雲弘伸 役[10]
- きみは面倒な婚約者 プラチナ編（2025年） - 加治屋元治 役[11]

#### テレビ東京
- 斬り捨て御免! (1982年)
- あいつがとまらない！（1989年）
- ハイスクール大脱走 （1991年）
- せつない春（1995年）
- きっと誰かに逢うために（1996年）
- 刑事追う!（1996年）
- 女と愛とミステリー
  - 「犯罪交渉人ゆり子2」（2002年）
  - 「多摩南署たたき上げ刑事・近松丙吉4」（2004年） - 戸塚和彦 役
- ザ・ミステリー
  - 「長崎で消えた女」（2002年）- 網野孝行 役
- 水曜ミステリー9
  - 信濃のコロンボ12（2006年） - 広野宗昭 役
  - ドクター・ヨシカの犯罪カルテ2（2007年） - 藤波吾一 役
  - 看護師・戸田鮎子の推理カルテ（2012年） - 木場康夫 役
  - 刑事の証明5（2013年） - 大倉敏郎 役
  - 決断（2015年） - 涌谷浩 役
  - 検事・沢木正夫4（2016年） - 久川啓吾 役
  - 現ナマ弁護士（2017年） - 近藤聡 役
- 逃亡者 おりん（2007年） - 十兵衛 役
- 命のバトン〜最高の人生の終わり方（2009年） - 山城治郎 役
- 嬢王（2009年） - 桐島章一郎 役
- モリのアサガオ（2010年）
- 勇者ヨシヒコと魔王の城（2011年）
- 白虎隊〜敗れざる者たち（2013年） - 外島機兵衛 役
- ミエリーノ柏木（2013年） - 内藤
- まほろ駅前番外地（2013年） - 土井社長 役
- 最上の命医2016（2016年） - 三好永逸 役
- 三匹のおっさん（2017年） -  富岡
- マッサージ探偵ジョー（2017年） - 鬼島源介 役
- ミッドナイト・ジャーナル 消えた誘拐犯を追え!七年目の真実（2018年） - 高井明 役
- 嫌われ監察官 音無一六〜警察内部調査の鬼〜5（2018年） - 飯田正臣 役
- W県警の悲劇（2019年） - 乾警視正 役
- 警視庁強行犯係 樋口顕 第1話（2021年1月15日） - 田端守雄 役
- 婚活探偵 第3話（2022年1月22日、BSテレ東） - 依頼人
- ジャンヌの裁き（2024年） - 江口厳 役
- 警視庁ゼロ係〜スカイフライヤーズ〜（2024年） - 火野新之助 役[12]
- 日本統一 東京編（2025年） - 戸倉賢二 役[13]
- 能面検事 第3話（2025年） - 柳谷泰典 役[14]

#### WOWOW
- 超人ウタダ（2009年） - 妙見寺正志 役
- なぜ君は絶望と闘えたのか（2010年）
- しんがり 山一證券 最後の聖戦（2015年） - 黒部潤二 役
- 誤断（2015年）
- コールドケース 〜真実の扉〜（2016年） - 比嘉盛昌 役
- アキラとあきら（2017年） - 島村部長 役
- 坂の途中の家（2019年） ‐ 但馬健一郎 役
- パレートの誤算（2020年） - 西田耕三 役
- 華麗なる一族（2021年） - 太平社長 役
- フィクサー（2023年） ‐ 白井徳衛 役

#### スカパー
- 破門（2015年） - 松浦隆三 役

### Netflix
- THE DAYS (2023年) - 東央電力フェロー 石塚 役
- 幽☆遊☆白書 (2024年) - 村瀬 役
- さよならのつづき (2024年11月14日配信) - 佐藤義男 役

### Amazon Prime Video
- 沈黙の艦隊シーズン1～東京湾大海戦～（2024年） - 田所進 潜水艦隊司令官
- 黒蜥蜴(2024年) -　岩瀬庄兵衛
- 笑ゥせぇるすまん #1「たのもしい顔」（2025年7月18日）[15][16]

### Disney+
- 拾われた男(2022年) - 刑務官

### TELASA
- きみは面倒な婚約者 ダイヤ編（2025年配信予定） - 加治屋元治[11]

### 映画
- 将軍 SHŌGUN（1980年） - 宣教師
- さらば愛しき人よ（1987年） - アパレル関係の男
- マルサの女2（1988年） - 地上げ屋
- あげまん（1990年） - 右翼の子分
- 渋滞（1991年） - 農家の男
- 12人の優しい日本人（1991年） - 陪審員6号 役
- ミンボーの女（1992年） - 花岡の子分
- シーズン・オフ（1992年） - ペンションのオーナー
- 未来の思い出（1992年） - 映画館の男
- エンジェル 僕の歌は君の歌（1992年） - 税関の男
- 結婚（1992年） - テレビディレクター
- 二十才の微熱（1992年） - 主人公の客
- 欲望だけが愛を殺す〜41-サメジマ（1992年） - 鮫島
- コンビニエンスジャック（1992年） - 南米のギャング
- 夜逃げ屋本舗2（1993年） - 田中裁判官
- お墓と離婚（1993年） - 片桐はいりと対の男
- 新宿鮫（1993年） - 音楽プロデューサー
- 毎日が夏休み（1993年） - 会社の同僚
- 怖がる人々（1993年） - 電話ボックスの男
- N45°パオさんとの復讐（1994年） - 殺し屋・虎（フー）
- 河童（1994年） - 出版社幹部
- 右向け左!自衛隊へ行こう（1994年） - 自衛隊第一空挺団 曹長
- ラストソング（1994年2月5日） - ライブハウスの主人
- さよならニッポン（1994年） - 新聞社 編集長
- 君を忘れない（1995年） - 帝国軍人
- キャンプで逢いましょう（1995年） - 会議の男
- 爆走ムーンエンジェル北へ（1995年） - 釧路警察署長
- ガメラ2 レギオン襲来（1996年） - 札幌・大通指揮所の連隊長
- リョーコ（1996年） - 漁師
- 義務と演技（1997年） - 広告代理店の男
- Lie Lie Lie（1997年） - 電気屋さん
- OL忠臣蔵（1997年） - 石田哲雄 役
- 北京原人 Who are you?（1997年） - 科学者
- 野獣の肖像（1998年） - 組長
- 絆 -きずな- （1998年） - 片倉
- オサムの朝（1999年） - 質屋のオヤジ
- ラストシーン（2000年） - 映画会社 宣伝部長
- KEEP ON ROCKIN（2001年） - CMプランナー
- 踊る大捜査線THE MOVIE 2（2003年） - 今野監察官 役
  - 容疑者 室井慎次（2005年） - 今野警備局長 役
- 回天する空の下で（2003年）日本映画学校卒業制作- 花農園のオーナー
- インストール（2004年） - 教頭先生
- キューティーハニー（2004年） - 警察幹部
- 雨よりせつなく（2004年） - ガレージセールの男
- ローレライ（2004年） - 江藤浩輔（少将） 役
- 愛してよ（2004年） - 大田社長 役
- 苺の破片（2004年）
- フライ・ダディ・フライ（2004年） - バスの愛知県碧南市出身の小熊
- 亡国のイージス（2004年） - 海ほたるで「いそかぜ」を目撃する男
- メゾン・ド・ヒミコ（2004年） - ダンスホールの中年男
- かかしの旅（2005年） - 中学校教師
- 調布空港 （2006年） - 飛行場整備士
- フラガール（2006年9月23日） - 炭鉱労働組合長
- 世界で一番美しい夜（2006年） - 村長
- 落語娘（2007年） - 落語家
- BABY BABY BABY!（2008年） - 雑誌社 編集長
- 罪とか罰とか（2008年） - 工員
- 花ゲリラ（2008年） - 鉄道 保線員
- 20世紀少年 最終章（2009年） - バリケードを笑顔で通る男
- 誰も守ってくれない（2009年） - 新聞社 編集長
- ごくせん THE MOVIE（2009年） - 刑事
- クヒオ大佐（2009年） - 官房長官
- 真幸くあらば（2010年） - 裁判官
- 劇場版ミューズの鏡〜マイプリティドール〜（2012年） - 執事
- モンゴル野球青春記（2013年） - 近藤隆行
- そして父になる（2013年） - 織間忠治 役
- 劇場版 ATARU THE FIRST LOVE & THE LAST KILL（2013年） - べらんめいの交通警察官
- 家路（2014年） - 山辺警察官 役
- 薔薇色のブー子（2014年、福田雄一監督） - 人質のおじさん
- 女子ーズ（2014年）
- ソロモンの偽証 後篇・裁判（2015年） - 今野努弁護士 役
- コンフィデンスマンJP -ロマンス編-（2019年）
- ヒノマルソウル〜舞台裏の英雄たち〜（2021年）　- 西片弘 役
- 沈黙の艦隊（2023年） ‐ 田所進 役
- 八犬伝 (2024年) - 金椀八郎 役
- 神の島（2025年） - 時田寅一 役[17]

### Vシネマ
- オオカミが出てきた日（1991年）
- パチンカー奈美（1992年）
- スウィートルーム
- 塀の仲の懲りない奴ら
- サギ（1993年）
- テレクラ物語
- デカ玉金助三郎
- オンブヤ
- 新・百合族2（1994年）
- 雷電
- コレがパクリだ
- 餓狼伝
- 修羅の帝王（1994年）
- お天気お姉さん（1995年） - 定食屋のおやじ
- ハメたが勝ち（1995年）
- 女とむらい師 べに孔雀（1996年）
- 悪名伝（1996年）
- チンピラ仁義 新・極楽とんぼ（1996年）
- 天然少女 萬（1996年）
- ビー・バップ・ハイスクール
- 生保レディ
- 偶然の殺人者
- ダブルエックス（1997年）
- 不敗勝負師 賭けゴロ（1998年）
- 怨念 呪われた証券マン（1999年）
- 静かなるドン
- 4ストリートラブ
- 夢のあとに
- 愛人霊（1998年）
- 鉄人ソルジャー
- 報告書
- 惚れたらあかん（1999年）
- 極妻任侠道　夜叉絶叫（2002年）
- ミナミの帝王（2006年）

### ウェブドラマ
- 特命係長 只野仁 AbemaTVオリジナル2（2017年 - 2018年、AbemaTV） - 元木啓介（電王堂企画制作部長）

### 舞台
- ガジベリビンバ２号 ナベナベ·フェヌア

少女冒険活劇 電波とラヂオ - 作・演出：宮沢章夫 / シアタートップス（1988年）
- WORLD OF ガジベリビンバ - 作・演出：宮沢章夫 / シアターアプル（1988年）
- オルガ 第二の冒険 - 作・演出：宮沢章夫 / シアターグリーン（1989年）
- オルガ・ストライクスバックス - 作・演出：宮沢章夫 / シアタートップス（1989年）
- 遊園地再生 - 作・演出：宮沢章夫 / 青山246クラブ（1990年）
- クロスワードパズル - 作・演出：宮沢章夫 / 渋谷ジァン・ジァン（1992年）
- 松竹・男を金にする女 - 作・演出：石井ふく子 / 京都・南座（2000年）
- トウキョー/不在/ハムレット - 作・演出：宮沢章夫 / シアタートラム（2005年）
- 甘い沈黙（クラブキング） - 作・演出：桑原茂一 / 王子ホール（2005年）
- 犬は鎖につなぐべからず（ナイロン100℃） - 作：岸田國士、演出：ケラリーノ・サンドロヴィッチ / 青山円形劇場（2007年）
- GHOOOOOST!!（TEAM NACS） - 作：戸次重幸、演出：福島三郎 / サザンシアター・道新ホール（2007年）
- ウラノス - 作：前川知大、演出：青木豪 / 青山円形劇場（2008年）
- どん底(BUNKAMURA) - 作：マクシム・ゴーリキー、演出：ケラリーノ・サンドロヴィッチ / シアターコクーン（2008年）
- しとやかな獣（オリガト・プラスティコ） - 作：新藤兼人、演出：ケラリーノ・サンドロヴィッチ / 紀伊国屋ホール / シアタードラマシティ（2009年）
- 牡丹灯籠（シスカンパニー） - 作：大西信行、演出：いのうえひでのり / シアターコクーン（2009年）
- 甘え - 作・演出:本谷有希子 / 青山円形劇場（2010年）
- ハーパー・リーガン - 演出:長塚圭史 / パルコ劇場 / シアタードラマシティ（2010年）
- 鎌塚氏、放り投げる - 作・演出：倉持裕 / 本多劇場 / サンケイホールブリーゼ（2011年）
- 池田屋チェックイン - 作・演出：浅沼晋太郎 / 銀河劇場 （2011年）
- PRESS 〜プレス〜 - 作：生瀬勝久・演出：水田伸生・主演：明石家さんま / シアターコクーン （2012年）
- クリンドルクラックス - 演出：陰山泰 / 世田谷パブリックシアター（2012年）
- 永遠の一瞬 - 作：ドナルド・マーグリーズ、演出：宮田慶子 / 新国立劇場（2014年）

### その他のテレビ番組
- エイゼンシュタイン 〜映像過剰分析・プライムプラス（1991年、WOWOW） - 映画を解説する教授
- とんねるずのみなさんのおかげです「近未来警察072」（1994年、フジテレビ） - 大河内
- 天才てれびくん 天てれドラマ「少年スイリくん」「となりのカブトムシ」（2005年、NHK教育）
- 天才てれびくんMAX 3ニンジャー!（NHK教育）

### CM
- ジョンソン・エンド・ジョンソン（プラックス）
- ヘーベルハウス（親子で星空編）
- ソニー（ビデオカメラ）
- イトーヨーカドー（親子でお買い物・遊園地編）
- サンスター（歯磨き）
- ダイワハウス（お引っ越し編）
- ポッカコーポレーション（涼水仕立て）
- 味の素（紅花油）
- ハウス食品（ホワイトカレー）